# Санџачке бригаде НОВЈ
Током Народноослободилачке борбе народа Југославије, од 1941. до 1945. године у оквиру Народноослободилачке војске Југуославије формирано је укупно три бригаде на подручју Санџака, од којих су све носиле назив санџачке. 
Све три бригаде су носиле назив ударне, од којих је Трећа санџачка бригада проглашена пролетерском, а 1958. године одликована Орденом народног хероја.

## Списак санџачких бригада
| назив                                     | датум формирања   | место формирања    | одликовања     |
| ----------------------------------------- | ----------------- | ------------------ | -------------- |
| Трећа пролетерска санџачка ударна бригада | 5. јун 1942.      | Фоча               | ОНХ, ОНО и ОБЈ |
| Четврта санџачка ударна бригада           | 1. децембар 1943. | Пљевља             | ОЗН и ОБЈ      |
| Пета санџачка ударна бригада              | 21. август 1944.  | Жирча, код Прибоја | ОЗН            |